# سلوى زيادين
سلوى زيادين (1923- 24 أكتوبر 2021) سياسية أردنية وأول امرأة تنتسب لحزب سياسي وهو الحزب الشيوعي الأردني، وتعتبر من الأعضاء المؤسسين للحزب. حصلت على شهادة دبلوم من كلية «معلمات بيروت» عام 1940. وعملت كمعلمة في مدارس اللاتين- الكرك ثم أصبحت عضو الحزب الشيوعي الأردني عام 1952.
التقت سلوى زيادين بالطالب الأردني يعقوب زيادين، الذي كان يدرس في كلية الطب في الجامعة اليسوعية في بيروت، وهو من الذين ساهموا في تأسيس الحزب  الشيوعي الأردني، ليصبح نائباً عن الحزب في مجلس النواب الأردني وينتخب لاحقا أميناً عاماً له. تبنت سلوى وزميلها يعقوب الفكر الشيوعي منهجاً فكرياً وسياسياً، ثم تزوجا فيما بعد ليكملا مسيرتهما السياسية على مدى ما يزيد عن سبعين عاماً، تنقلت سلوى خلال هذه الفترة في المواقع القيادية في الحزب الشيوعي الأردني واتحاد المرأة الأردنية وكانت ضمن أول وفد نسائي أردني يقابل رئيس الوزراء الأردني سمير الرفاعي الأب حيث طالبت في ذلك اللقاء بحق الأردنيات بالترشح والانتخاب في الانتخابات البرلمانية الأردنية لأول مرة

## مسيرتها المهنية
- عضو جمعية رابطة المرأة الأردنية
- عضو الاتحاد النسائي الديمقراطي العالمي - برلين
- عضو مؤسس في الجمعية النسائية لمكافحة الأمية
- عضو اللجنة المركزية - الحزب الشيوعي الأردني
- عضو مؤسس وعضو لجنة قيادية في اتحاد المرأة الأردني - 1974.